# Зарытки
Зарытки — деревня в Спасском районе Рязанской области. Входит в Заречинское сельское поселение.

## География
Находится в центральной части Рязанской области на расстоянии приблизительно 16 км на юг по прямой от районного центра города Спасск-Рязанский в правобережной части района.

## История
На карте 1850 года деревня показана как поселение с 10 дворами. В 1859 году здесь (тогда деревня Спасского уезда Рязанской губернии) было учтено 6 дворов, в 1897 — 28.

## Население
Численность населения: 85 человек (1859 год), 206 (1897), 11 в 2002 году (русские 100%), 9 в 2010.